# نارديناوات
النارديناوات (الاسم العلمي: Valerianoideae) هي أسرة من النباتات تتبع فصيلة معزية الورق من رتبة الممشقيات.

## قبائل النارديناوات
- النارديناوية
  - الناردين
  - الناردين الصغير